# Redemptoristenkloster Bonn

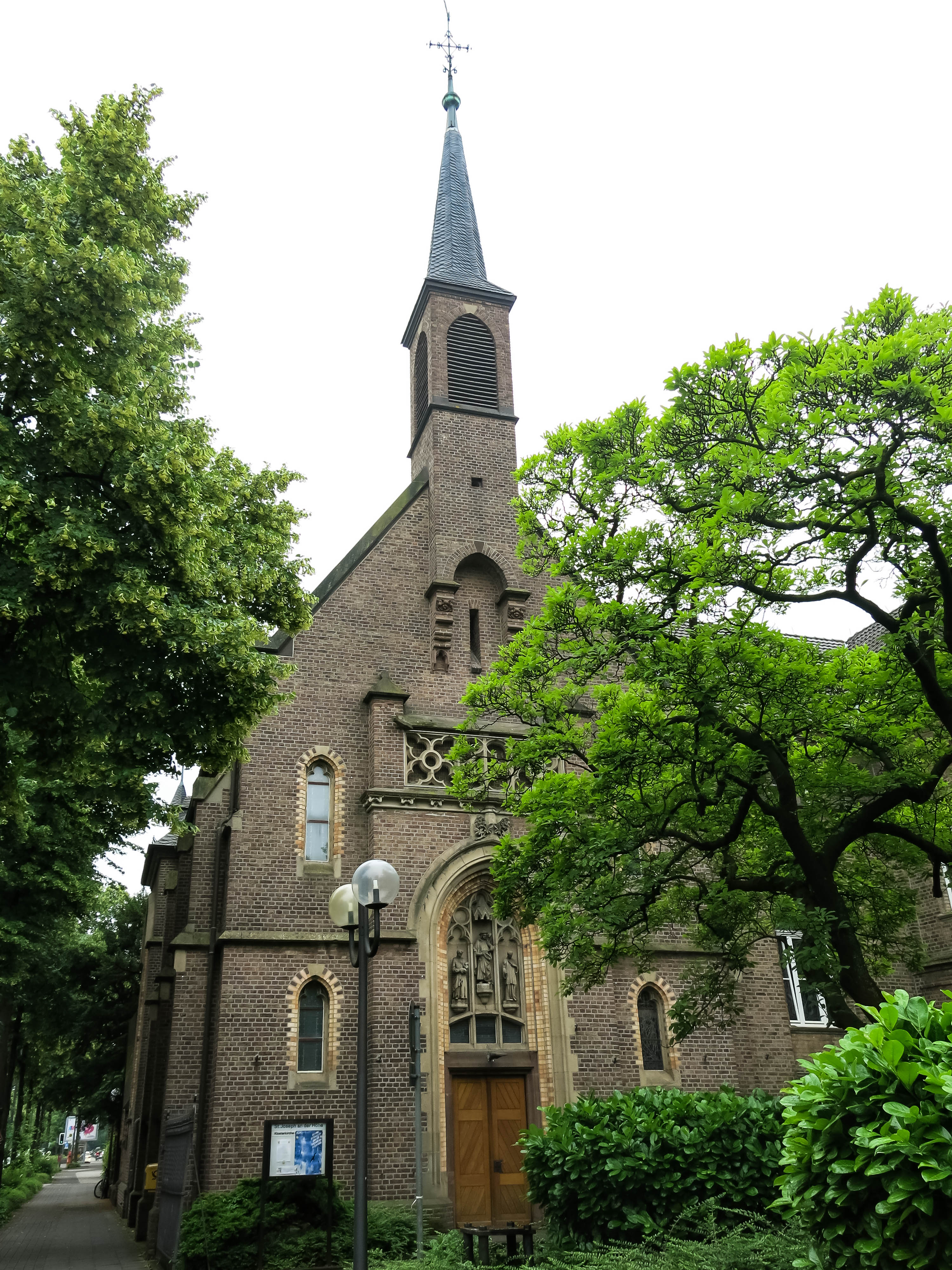
Klosterkirche St. Josef an der Höhe

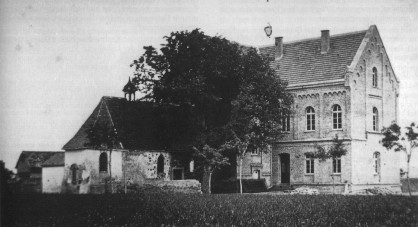
Lazaruskapelle mit Anstaltsgebäude (zwischen 1868 und 1883)

Das Redemptoristenkloster Josefshöhe ist ein Kloster der Redemptoristen im Bonner Ortsteil Auerberg. Die Klosteranlage an der Kölnstraße (Ecke Am Josephinum) mit der Kirche St. Josef an der Höhe steht als Baudenkmal unter Denkmalschutz.

## Lage
Die Bezeichnungen Josefshöhe sowie St. Josef an der Höhe beziehen sich auf einen Flurnamen, der sich vermutlich auf die Lage des heutigen Klosters an der Kreuzung von Kölner Landstraße (Kölnstraße) und einem alten Höhenweg zwischen dem niedriger gelegenen Graurheindorf und der heutigen Stadtgrenze zu Alfter zurückführen lässt, der dem heute im Bereich des Collegium Josephinum unterbrochenen Verlauf der Straßen An der Josefshöhe, Höhweg und (teilweise) Am Josephinum folgt. Auch eine Herleitung von der Richtstätte der Hohen Gerichtsbarkeit, die sich nordwestlich des Klosters an der Südostseite der Mauer des heutigen Nordfriedhofs befand, wird in Betracht gezogen.

## Geschichte
Das Kloster wurde im 14. Jahrhundert von der Stadt Bonn als Leprosorium mit kleinen Wohnungen für die Aussätzigen gegründet, zu dem 1412 eine Lazarus-Kapelle hinzukam. Da die Lepra im 18. Jahrhundert in Europa nicht mehr auftrat, wurde das Leprosorium 1713 geschlossen und fortan als Gutshof genutzt, dessen Einnahmen wohltätigen Zwecken dienten. 1868 kaufte der Katholische Verein Bonn das Gut von der städtischen Armenverwaltung und errichtete dort bis 1872 ein Waisenheim, die Unterrichts- und Erziehungsanstalt St. Joseph an der Höhe. Am Ende des Ersten Weltkrieges war das Heim bankrott, das während des Kriegs zeitweise als Lazarett genutzte Gebäude stand leer. 1920 erwarb der Redemptoristenorden die Gebäude und eröffnete eine Ordensschule mit Internat, das Collegium Josephinum, sowie ein Kloster für die in der Schule unterrichtenden Patres. Die Nationalsozialisten lösten Schule und Kloster 1940 auf und unterhielten dort bis 1944 eine Lehrerbildungsanstalt; später diente das Gebäude zeitweise wiederum als Lazarett und Soldatenquartier. 1945 nahmen die Redemptoristen Schul- und Klosterbetrieb wieder auf.
Heute unterhält das Kloster neben der Schule ein Seniorenheim, ein Haus für betreutes Wohnen und ein Jugendheim. Im Kloster leben 23 Brüder (Stand 2011).

## Architektur
Zu den ältesten Gebäuden des Klosters gehört die Klosterkirche St. Josef an der Höhe. Die neugotische Kirche wurde zwischen 1883 und 1887 von dem Architekten Heinrich Wiethase erbaut. Die Kirche ist farbenprächtig gestaltet und verfügt über einen neugotischen Hochaltar (erbaut 1907). Zu den wertvollsten Kunstwerken gehört eine Lazarusstatue mit Sammelbecher aus dem 16. Jahrhundert, die ursprünglich in der Kapelle des Leprosoriums stand.